# Sálvio Fagundes
Sálvio Spínola Fagundes Filho (Urandi, estado de Bahía, 14 de septiembre de 1968) es un exárbitro de fútbol brasilero, siendo árbitro internacional de la FIFA desde 2005 a 2013. Actualmente es comentarista del Grupo Globo.

## Trayectoria

### Inicios
Sálvio demostró un interés en el arbitraje desde 1992, donde se registró para dirigir en la Federación Paulista de Fútbol. Se convirtió en árbitro del estado de São Paulo, y en 1996 dirigió su primer partido por el Campeonato Paulista entre São Paulo y XV de Jaú. «Me lembro do placar porque precisei dele numa matéria recente», comentó.

### Carrera profesional
En 1996, Sálvio Fagundes fue promovido al cuerpo arbitral de la categoría nacional y debutó en el Campeonato Brasileño de Serie B en un partido entre América-MG y ABC.
Ese mismo año fue particularmente exitoso para Sálvio. A partir de entonces, arbitró la final del Torneo Rio-São Paulo en 2000, entre Vasco 1-2 Palmeiras en el partido de ida; también la final del Campeonato Paulista de ese mismo año, entre Santos 0-1 São Paulo, en la ida; y la final del módulo amarillo de la Copa João Havelange en 2000, entre  Uberlândia 1-1 Malutron, entre otros partidos importantes.
Además de los clásicos tradicionales, Sálvio también se mostró interesado en arbitrar partidos como el Derby Campineiro, disputado entre Ponte Preta y Guarani, así como el Come-Fogo, entre Comercial y Botafogo de Ribeirão Preto, según comentó.
Arbitró la final del Campeonato Paulista de 2003, entre São Paulo FC (2-3) y Corinthians, en el estadio Morumbi, con Marinaldo Silvério y Ana Paula Oliveira como asistentes. A pesar de un buen desempeño arbitral, el partido presentó varios inconvenientes: se mostraron diez tarjetas amarillas y tres rojas. A los tres minutos de juego, Sálvio mostró firmeza y no dudó en expulsar a Reinaldo, de São Paulo FC, y a Kléber, de Corinthians, tras varios altercados. Posteriormente, como gesto de agradecimiento, entregó la camiseta que usó en la final a un viejo amigo: Manolo, el antiguo portero de la Federación Paulista de Fútbol (FPF).
Dirigió el primer partido de la semifinal del Campeonato Paulista de 2009, entre São Paulo y Corinthians, y tuvo una actuación considerada polémica por no expulsar a Ronaldo Nazário, quien, al inicio del partido, cometió una entrada considerada violenta sobre André Dias del São Paulo.
Fue parte del cuerpo arbitral de las Eliminatorias Sudamericanas rumbo a la Copa Mundial de la FIFA 2010, dirigiendo varios encuentros relevantes, entre ellos la victoria (1-0) de Paraguay sobre Argentina el 9 de septiembre de 2009, en el cual expulsó a Juan Sebastián Verón en el minuto 52'.
En 2011, arbitró la segunda final de la Copa de Brasil 2011, aunque su actuación fue criticada. Ese año, también fue el árbitro de la final de la Copa América 2011, en la que se enfrentaron las selecciones de Uruguay y Paraguay.
Desde 2013, Sálvio Fagundes ya no figura como árbitro FIFA debido al límite de edad de 45 años para competiciones de ese nivel. Entre 2013 y 2019, trabajó como comentarista en ESPN Brasil.

## Vida privada
Sálvio es licenciado en Economía y abogado. Reside en São Paulo desde su infancia y continúa viviendo allí en la actualidad. Cuando no está arbitrando, Sálvio disfruta de su tiempo con la familia. «Estar con mi familia es lo mejor», afirmó.